# Aluminoceladonita
L'aluminoceladonita és un mineral de la classe dels silicats, que pertany al grup de les miques. Va rebre el seu nom l'any 1997 per Alessandro Pavese, Giovanni Ferraris, Mauro Prencipe i Richard Ibberson per la seva relació amb la celadonita, i en al·lusió a la dominància de l'alumini a la seva composició en comparació amb el ferro.

## Característiques
L'aluminoceladonita és un silicat de fórmula química K(Mg,Fe2+)Al(Si₄O10)(OH)₂. Va ser aprovada com a espècie vàlida per l'Associació Mineralògica Internacional l'any 1998. Cristal·litza en el sistema monoclínic. És un mineral isostructural amb la celadonita, la cromceladonita, la ferroaluminoceladonita i la ferroceladonita.
Segons la classificació de Nickel-Strunz, l'aluminoceladonita pertany a «09.EC - Fil·losilicats amb plans de mica, compostos per xarxes tetraèdriques i octaèdriques» juntament amb els següents minerals: minnesotaïta, talc, wil·lemseïta, ferripirofil·lita, pirofil·lita, boromoscovita, celadonita, chernykhita, montdorita, moscovita, nanpingita, paragonita, roscoelita, tobelita, cromofil·lita, ferroaluminoceladonita, ferroceladonita, cromoceladonita, tainiolita, ganterita, annita, ephesita, hendricksita, masutomilita, norrishita, flogopita, polilitionita, preiswerkita, siderofil·lita, tetraferriflogopita, fluorotetraferriflogopita, wonesita, eastonita, tetraferriannita, trilitionita, fluorannita, xirokxinita, shirozulita, sokolovaïta, aspidolita, fluoroflogopita, suhailita, yangzhumingita, orlovita, oxiflogopita, brammal·lita, margarita, anandita, bityita, clintonita, kinoshitalita, ferrokinoshitalita, oxikinoshitalita, fluorokinoshitalita, beidel·lita, kurumsakita, montmoril·lonita, nontronita, volkonskoïta, yakhontovita, hectorita, saponita, sauconita, spadaïta, stevensita, swinefordita, zincsilita, ferrosaponita, vermiculita, baileyclor, chamosita, clinoclor, cookeïta, franklinfurnaceïta, gonyerita, nimita, ortochamosita, pennantita, sudoïta, donbassita, glagolevita, borocookeïta, aliettita, corrensita, dozyïta, hidrobiotita, karpinskita, kulkeïta, lunijianlaïta, rectorita, saliotita, tosudita, brinrobertsita, macaulayita, burckhardtita, ferrisurita, surita, niksergievita i kegelita.

## Formació i jaciments
Aquesta espècie té dues localitats tipus, totes dues a la Baixa Àustria: Anna chapel, a Wiesmath, i Frohsdorf, a Lanzenkirchen. També ha estat trobada a Índia, Itàlia, Japó, Eslovàquia i els Estats Units.